# 日新站 (双辽市)
日新站是位于吉林省双辽市日新村的一个铁路车站，邮政编码136403。车站建于1983年，有平齐铁路经过该站，现不办理客货运业务，车站及其上下行区间均未电气化。车站距离四平站143公里，隶属哈尔滨铁路局，是五等站。